# Microtropis fallax
Microtropis fallax är en benvedsväxtart som beskrevs av Charles-Joseph Marie Pitard. Microtropis fallax ingår i släktet Microtropis och familjen Celastraceae. Inga underarter finns listade.